# Operacja Manta
Operacja Manta – francuska interwencja wojskowa w Czadzie przeprowadzona, w odpowiedzi na inwazję wojsk libijskich oraz wspierających ich rebeliantów z czadyjskiego GUNT, na swojego południowego sąsiada w czerwcu 1983. 
Wojska francuskie, unikając bezpośrednich walk z najeźdźcą, skoncentrowały swoje siły na 15. równoleżniku, tak zwanej „czerwonej linii” (później przesuniętej do 16 równoleżnika), tak aby zablokować postęp Libii i GUNT w kierunku Ndżameny, zabezpieczając w ten sposób władzę prezydenta Czadu Hissène Habré. W konsekwencji tej operacji siły libijskie i rebelianckie poniechały ataku na tereny poniżej wyznaczonej przez Francuzów linii. Powstały impas doprowadził do podziału Czadu - z Libijczykami i GUNT na północy, a Habré i Francuzami w środkowym i południowym Czadzie.
Ze względu na koszty interwencji oraz związanej z nimi niechęci francuskiej opinii publicznej, prezydent François Mitterrand i libijski przywódca Mu’ammar al-Kaddafi wynegocjowali wzajemne wycofanie swoich wojsk z Czadu we wrześniu 1984 roku. Na skutek porozumienia Francja zakończyła interwencję, jednak wojska libijskie pozostały w Czadzie, nie próbując jednak przekroczenia wyznaczonej linii. Naruszenie 15. równoleżnika w 1986 roku spowodowało ponowną francuską interwencję w Czadzie w ramach operacji Epervier i wyparcie sił libijskich z całego Czadu, z wyjątkiem strefy Aouzou.